# Karl Ronniger
 Karl Ronniger ( 1871 - 1954 ) fue un botánico y pteridólogo austríaco.

## Algunas publicaciones
- 1910. Dei Schweizerischen Arten und Formen der Gattung Melampyrum L., Vjschr. Naturf. Ges. Zürich, p. 300-330

- 1912.  Försters Touristenführer in Wiens Umgebungen (Unbekannter Einband). Ed. Viena, Alfred Hölder

- 1923.  Die Alpen zwischen Semmering, Hochlantsch und Erzbergbahn (Broschiert). Ed. Viena Artaria GmbH

- 1924. Bergland zwischen Traisen und Enns Försteres Turistenführer 4. Teil (Taschenbuch). Ed. Artaria; 19ª ed.

- 1924. Beiträge zur Kenntnis der Thymus-Flora der Balkanhalbingel

- 1925. Über das Vorkommen von Stieldrüsen bei Thymus

- 1927. Sorbus florentina (Zuccagni) Nyman in Albanien

- 1927. The distribution of Thymus in Britain. Bull. du Botanical Society and Exchange Club of the British Isles

- 1929. Quelques mots à propos de Thymus serpyllum rosellinus P. Fournier. pp. 773- 773 - Départ./Région : Bull. de la Société Botanique de France 4, Tomo 76 - Fasc. 4

- 1931. Eine unbeschriebene Thymus-Art aus Ostasien, 1931

- 1932. Bestimmungs-Schlüssel für die Thymus-Arten der Flora von Württemberg (incluye las primeras áreas adyacentes) Rep. Spec. Nov. xxxi: 129-135

- 1944. Bestimmungstabelle für die Thymusarten des Deutschen Reiches

## Honores

### Eponimia
- (Ranunculaceae) Aconitum ronnigeri Gáyer[1]

- (Scrophulariaceae) Euphrasia ronnigeri Murr[2] (IK)

- (Scrophulariaceae) Melampyrum ronnigeri Poeverl.[3]
- La abreviatura «Ronniger» se emplea para indicar a Karl Ronniger como autoridad en la descripción y clasificación científica de los vegetales.[4]